# Toblacher Feld
Das Toblacher Feld (italienisch Conca di Dobbiaco) ist eine Talweitung auf 1210 m s.l.m. Höhe ungefähr in der Mitte des in Ost-West-Richtung verlaufenden Pustertals in Südtirol (Italien). Da es – obwohl im Talboden gelegen – hydrogeographisch eine Wasserscheide zwischen dem Flusssystem der Etsch, die in die Adria mündet, und jenem der Donau, die in das Schwarze Meer fließt, bildet, wird das Gebiet auch als Toblacher Sattel (Sella di Dobbiaco) bezeichnet.

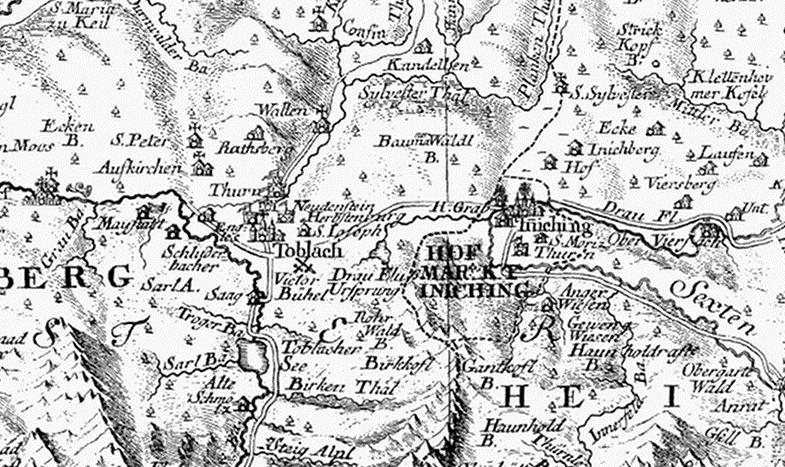
Das Gebiet um Toblach im Atlas Tyrolensis von 1774: in der Bildmitte der Hinweis auf den Drau Fluß Ursprung

In den Hängen etwas östlich der oberirdischen Wasserscheide – im Grenzgebiet zwischen den Gemeinden Toblach und Innichen – wird traditionell die Quelle der Drau verortet, die von hier weiter gegen Osten fließt und in die Donau entwässert. Am Toblacher Feld befinden sich die Eingänge zweier Seitentäler: Im Norden liegt das Silvestertal, das durch den Silvesterbach entwässert wird, der in die Rienz fließt; die Rienz wiederum erreicht das Toblacher Feld von Süden her durch das Höhlensteintal und biegt hier Richtung Westen ab, wo sie in der Gegend von Brixen schließlich in den Eisack mündet, einen Nebenfluss der Etsch. Am Eingang des Silvestertals befindet sich der Ortskern der Gemeinde Toblach, am Eingang des Höhlensteintals das deutlich jüngere Neu-Toblach.
Das Toblacher Feld war seit jeher ein Verkehrsknotenpunkt, da hier zusätzlich zu den in Ost-West-Richtung verlaufenden Transportwegen nach Süden ein Weg in die Dolomiten abzweigt. Als Wegmarke am alten Kreuzungspunkt ist bereits für das Jahr 1307 ein Hohes Kreuz erwähnt, das im Laufe der Jahrhunderte mehrfach zerstört und zuletzt 1987 in der Nähe des Toblacher Flugplatzes erneut errichtet wurde. Die modernen Verkehrsadern in Ost-West-Richtung sind heute die SS 49, die am Bahnhof Toblach eine Zugangsstelle bietende Pustertalbahn sowie die Radroute 3 „Pustertal“. Nach Süden führen von hier aus die SS 51 und die Radroute 11 „Höhlensteintal“ (die Dolomitenbahn wurde in den 1960ern aufgelassen). 
Historisch rückte das Toblacher Feld dreimal im Laufe seiner Geschichte in den Fokus. In den Jahren um 600 wurde in dieser Gegend das Vordringen der Slawen im Pustertal durch den bairischen Herzog Tassilo I. aufgehalten. Spuren slawischer Besiedlung, etwa in Flurnamen, überlieferten Besitzernamen und architektonischen Merkmalen, finden im Toblacher Raum ihr westlichstes Verbreitungsgebiet in Tirol. Infolge des Friedens von Schönbrunn von 1809 und des weitere Details regelnden Bozner Protokolls von 1810 erhielt das Gebiet der Wasserscheide politische Bedeutung, da zwischen Toblach und dem westlich davon gelegenen Niederdorf die neue Grenze zwischen den Illyrischen Provinzen und dem Königreich Bayern gezogen wurde. 1814 gelangte das gesamte Pustertal zurück zum Kaisertum Österreich. Nach dem Ersten Weltkrieg war das Toblacher Feld im Zuge des insbesondere von Ettore Tolomei forcierten Bestrebens, das italienische Staatsgebiet bis zu den Wasserscheiden auszuweiten, ursprünglich als Grenze zu Österreich vorgesehen. Vermutlich aus militärisch-strategischen Gründen besetzte das italienische Militär – unter nachträglichen Protesten Tolomeis – auch Gebiete östlich des Sattels bis zu einer Engstelle zwischen Winnebach und Sillian etwa zehn Kilometer weiter, wo dann 1919 im Vertrag von Saint-Germain tatsächlich auch die Staatsgrenze festgesetzt wurde.